# Frasquita Larrea
Francisca Javiera Ruiz de Larrea y Aherán, conocida por Frasquita Larrea (Cádiz, 24 de diciembre de 1775-El Puerto de Santa María, 24 de agosto de 1838), fue una escritora española impulsora de una de las más famosas tertulias románticas del Cádiz de las Cortes. Fue madre de la novelista Cecilia Böhl de Faber (Fernán Caballero) y esposa del escritor Juan Nicolás Böhl de Faber.

## Biografía
Francisca Javiera Josefa Gregoria Ruiz de Larrea y Aherán nació el 24 de diciembre de 1775 en Cádiz, hija de Antonio Ruiz de Larrea y Gonzáles de Lopidana (n. 1725 en Mendiola), un próspero comerciante alavés, y de Francisca Xaviera Aheran y Malone (nacida en Waterford), una irlandesa exiliada en España, quienes se habían casado en 1763. Políglota, fue educada en Inglaterra y más tarde pasó una temporada en Francia. 
Leía a Shakespeare, conocía el pensamiento de Kant y Descartes, leía a Madame de Staël y mantenía como lectura de cabecera las obras de la feminista Mary Wollstonecraft.
En Cádiz, hacia 1790, conoció al hispanista alemán Johann Nikolaus Böhl von Faber (Juan Nicolás Böhl de Faber, 1770-1836), quien estaba afincado en España por negocios familiares. A pesar de sus reticencias a aceptar al pretendiente alemán, ya que él no era católico (era protestante), llegaron al acuerdo de casarse por el rito católico y educar a sus hijos en esa fe. El 1 de febrero de 1796, contrajeron matrimonio y decidieron realizar un viaje por Europa y visitar a su suegra en Alemania. El 24 de diciembre de 1796 dio a luz en Morges, una pequeña localidad de Suiza, a su primogénita Cecilia, futura escritora. De vuelta a España en 1797, tuvieron tres hijos más: Aurora (1800), Juan Jacobo (1801) y Ángela (1803). Los siguientes años estuvieron temporadas en Cádiz, a la que animaron culturalmente abriendo sus primeras tertulias.
Tras el fallecimiento de su cuñado Amadeo, que era quien llevaba los negocios, y la inestabilidad en la Europa napoleónica, en 1805, el matrimonio realizó su segundo viaje a Alemania, junto a sus hijos Cecilia y Juan Jacobo, mientras que sus hijas pequeñas quedaron al cuidado de su abuela. El padrastro de su marido, Martin Jak. Faber, le adoptó legalmente en 1806, para que llevara su apellido, cambiando también el de sus hijos. Sin embargo, Larrea no lograba adaptarse a Alemania y comenzaron las primeras desavenencias conyugales. Finalmente ella volvió a España, de modo que pasó la guerra de la Independencia con sus hijas pequeñas en su casa de Chiclana de la Frontera, donde se vio obligada a hospedar en su casa al general francés Villate.
De esta época son sus escritos sobre la Guerra de Independencia: Una aldeana española a sus compatriotas (10 de junio de 1808), Saluda una andaluza a los vencedores de los vencedores de Austerlitz en los campos de Bailén (30 de julio de 1808) y Carta a un amigo (6 de agosto de 1808). Al ser Cádiz sede de las Cortes Constituyentes las tendencias liberal y conservadora se manifestaron en sendas tertulias, siendo la suya la conservadora frente a la liberal de Margarita López de Morla.
En 1812 visitó a su marido en Alemania, y logró que en 1813 Juan Nicolás y su hija Cecilia regresaran a España. El matrimonio se reconcilió y él se convirtió al catolicismo. Su primogénita se casó en 1816 y partió hacia Puerto Rico.
Intercambió correspondencia con el filósofo Friedrich Schlegel y el escritor Blanco White. Era acérrima defensora de la monarquía absoluta de Fernando VII, por lo que algunos escritos suyos le acarrearon problemas con la censura. Perteneció a la Junta de Damas desde su fundación. También en esta época participó activamente, junto a su marido, en la llamada polémica calderoniana, por la que puso de manifiesto su romanticismo conservador, enfrentándose a Antonio Alcalá Galiano y José Joaquín de Mora.
En su ideología, la "exaltación delirante de la guerra de la Independencia y del chovinismo español", indisolublemente ligado al catolicismo y al absolutismo monárquico, se aliaba con un rasgo moderno, cual es el reconocimiento de la identidad nacional española, basada en su lengua y literatura "nacionales", siguiendo las ideas de Herder; e incluso su exaltación como una de las más románticas de Europa, tal como el espíritu nacional había quedado codificado en la obra de Calderón.
Su marido falleció el 9 de noviembre de 1836 en Cádiz, y ella el 24 de agosto de 1838 en El Puerto de Santa María, a los 62 años.

## Obra
Escribió prosas breves, y dejó inéditos escritos y memorias que han sido transcritos íntegramente por Antonio Orozco Acuaviva en su libro La gaditana Frasquita Larrea, primera romántica española.
Muchos veranos de su vida los pasó en Bornos (Cádiz). Allí escribió sus Diarios de Bornos, en una casa de recreo para el verano propiedad de Thomas Osborne Mann, yerno de Frasquita.